# Lorenzo Gotuzzo
Tito Lorenzo Gotuzzo Borlando (Concepción, 1920 - 15 de noviembre de 1979) fue un marino con rango de contraalmirante y contador general chileno. Se desempeñó como ministro de Hacienda durante la dictadura militar del general Augusto Pinochet, desde septiembre de 1973 hasta julio de 1974.

## Estudios y vida laboral
Estudió en el colegio de los Padres Franceses de Concepción. Integró la misión naval en Washington D. C. Trabajó en los Astilleros y Maestranzas de la Armada (ASMAR). Fue subdirector de abastecimiento de la Armada de Chile. Estuvo casado con Julia Montenegro, y tuvo cuatro hijos.

## Trayectoria pública
Tras el golpe de Estado del 11 de septiembre de 1973, fue designado como ministro de Hacienda por la dictadura militar del general Augusto Pinochet, cargo que desempeñó entre el 12 de septiembre de 1973 y el 11 de julio de 1974; siendo el primer ministro en esa cartera de la Junta Militar de Gobierno. Posteriormente se desempeñó como presidente de Subcomisión de Hacienda y Economía de la 1° Comisión Legislativa.
Falleció debido a un ataque cardíaco el 15 de noviembre de 1979, a la edad de 59 años. Fue sepultado en Cementerio Santa Inés en Viña del Mar.

## Homenajes

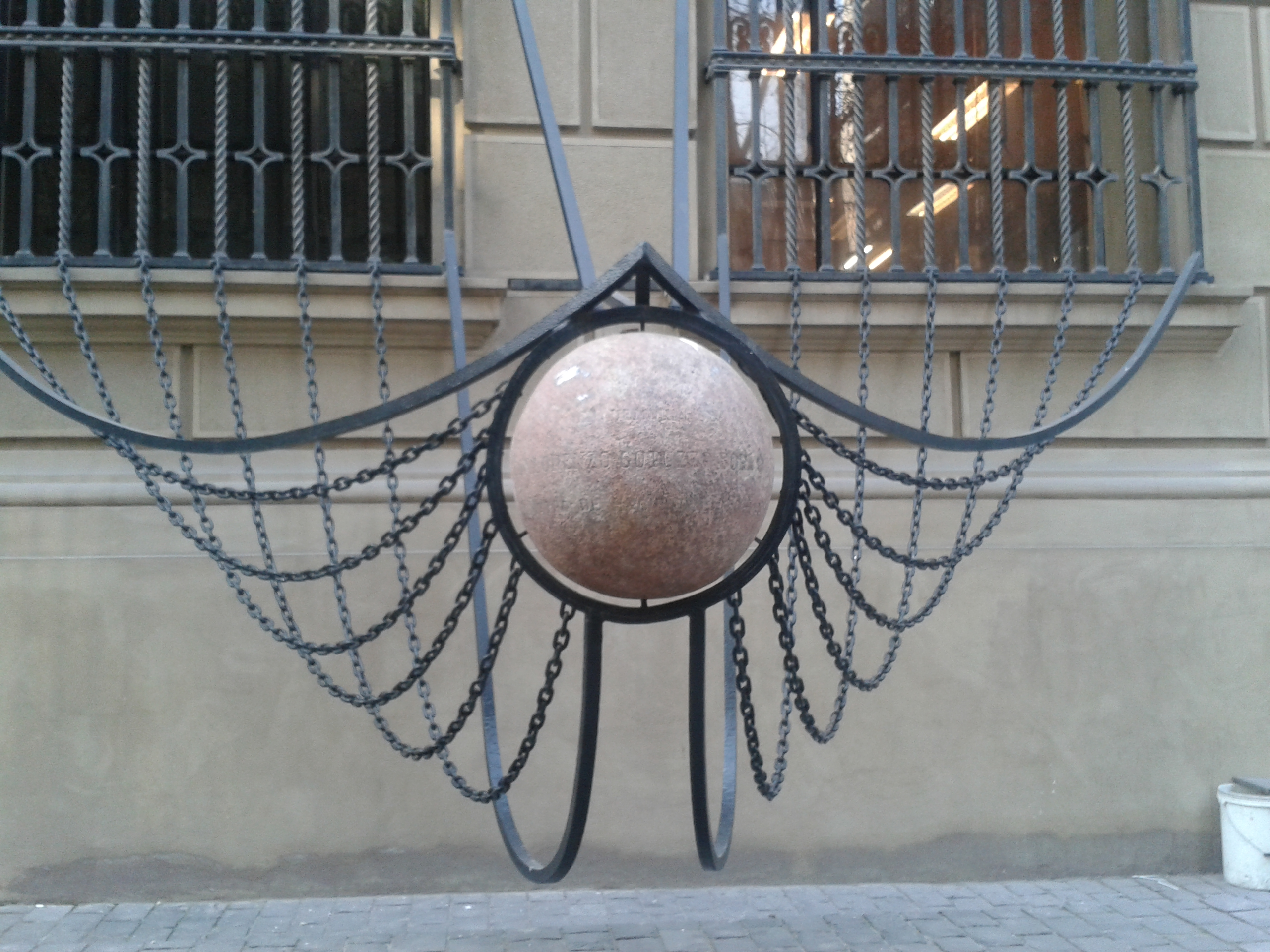
Monumento a Gotuzzo en la parte trasera del edificio del Ministerio de Hacienda.

En diciembre de 1980, fue inaugurada la calle peatonal Lorenzo Gotuzzo, ubicada en el sector poniente del Ministerio de Hacienda, entre las calles Bombero Salas y Moneda. El 1 de marzo de 2016 la Municipalidad de Santiago decidió el cambio de nombre de dicha calle, reemplazándolo por Amanda Labarca a partir del 6 de marzo.